# Kad lišće pada (televizijska serija)
Kad lišće pada (tur. Yaprak dökümü), turska je dramska televizijska serija. U Turskoj se izvorno prikazivala od 2006. do 2010. godine. U Hrvatskoj se premijerno prikazivala od 13. lipnja 2011. do 23. kolovoza 2012. na Novoj TV (ukupno 312 epizoda).

## Radnja
Gospodin Ali Rıza čitav je život posvećen usađivanju dobrih ideja i čvrstog morala svojoj djeci. Jednom se prilikom od njega tražilo da ignorira nepravdu što ga je natjeralo da odustane od dužnosti predsjednika općine. Kada se njegova kći Necla upiše na fakultet u Istanbulu, čitava se obitelj odluči preseliti u taj veliki grad.
Gospodin Ali Rıza smatra da se Istanbul, u kojemu je rođen i odrastao, mnogo promijenio. Starija je kći Fikret tužna, jer je iza sebe ostavila veliku ljubav. Necla, Leyla i mala Ayşe uzbuđene su što će živjeti u Istanbulu, dok je majka obitelji Hayriye zabrinuta.
Obnova stare kuće koju je naslijedio od obitelji, Leyline pripreme za fakultet, troškovi za Neclinu i Ayşinu školu počeli su topiti Ali Rızin novac od mirovine. Nova okolina počela je mijenjati i prohtjeve njegovih kćeri. Gospodin Ali Rıza stoga ponovno počinje raditi. Kada se od njega traži da na novom poslu postupi protivno svojim načelima, ponovno daje otkaz. Budući da uvjeti postaju još teži, njegova žena Hayriye ne podupire takvu odluku i u kući zavlada nemir.
Njegov sin Şevket po povratku iz vojske počinje raditi u banci što u određenoj mjeri olakšava teret gospodina Ali Rıze. No, situacija se mijenja nakon što se Şevket zagleda u udanu ženu Ferhunde. Nakon što se Şevket osjeti odgovornim za njezinu rastavu, odluči se njome oženiti. Ali Rıza isprva se tomu protivi, ali na kraju ipak prihvati sinovu odluku. Ferhunde u kratkom vremenu preuzima sve konce u svoje ruke. Potpuno mijenja poredak u kući. Leyla i Necla staju na njezinu stranu te kada Fikret primijeti tu opasnost, dolazi s njom u sukob. Djevojka iz susjedstva, Sedef, voli Şevketa od trenutka kada ga je ugledala te potiho u sebi pati. Ferhundini prohtjevi kojima nikada nema kraja te Leylino i Neclino neumjereno trošenje dovode obitelj u tešku situaciju. Gospodin Ali Rıza nema dovoljno snage da se suprotstavi. Osim novčane snage, izgubio je i autoritet.
Vjetar jako puše, s drveta pada list po list. Prvo iz obitelji odlazi Fikret. Kako bi se spasila od zabrinjavajuće situacije u kući, udaje se za potpunog stranca i napušta Istanbul. Potom će biti uhićen Şevket zbog neplaćanja dugova i utaje novca. Kada Şevket dospije u zatvor, Ferhunde ga ostavi. Necla se udaje za Leylina zaručnika. Leyla to ne može prihvatiti te obolijeva. Gospodin Ali Rıza proda kuću, plati dugove te obitelj seli u maleni stan. Nakon što Leyla dođe k sebi, zadaje Aliju Rızi posljednji udarac. Ulazi u vezu s oženjenim muškarcem te odluči s njime živjeti….
Nakon nekog vremena Ali Rıza ponovno postaje stup obitelji. Trudit će se stajati uspravno, snažno i nepokolebljivo na nogama, ne pokazujući rane koje je zadobio i ne gubeći nikada nadu u svoju obitelj. Započinje teška Ali Rızina borba da ponovno okupi obitelj koja se razišla na sve strane poput lišća koje je opalo sa stabla…

## Obiteljsko stablo likova
|              |              |              |              |              |              |  |  |              |              |              |              | Hayriye Tekin | Hayriye Tekin | Hayriye Tekin | Hayriye Tekin | Hayriye Tekin | Hayriye Tekin |             |             | Ali Rıza Tekin | Ali Rıza Tekin | Ali Rıza Tekin | Ali Rıza Tekin | Ali Rıza Tekin | Ali Rıza Tekin |             |             |             |             |  |  |            |            |            |            |            |            |  |  |  |  |
|              |              |              |              |              |              |  |  |              |              |              |              | Hayriye Tekin | Hayriye Tekin | Hayriye Tekin | Hayriye Tekin | Hayriye Tekin | Hayriye Tekin |             |             | Ali Rıza Tekin | Ali Rıza Tekin | Ali Rıza Tekin | Ali Rıza Tekin | Ali Rıza Tekin | Ali Rıza Tekin |             |             |             |             |  |  |            |            |            |            |            |            |  |  |  |  |
|              |              |              |              |              |              |  |  |              |              |              |              |               |               |               |               |               |               |             |             |                |                |                |                |                |                |             |             |             |             |  |  |            |            |            |            |            |            |  |  |  |  |
|              |              |              |              |              |              |  |  |              |              |              |              |               |               |               |               |               |               |             |             |                |                |                |                |                |                |             |             |             |             |  |  |            |            |            |            |            |            |  |  |  |  |
| Fikret Tekin | Fikret Tekin | Fikret Tekin | Fikret Tekin | Fikret Tekin | Fikret Tekin |  |  | Şevket Tekin | Şevket Tekin | Şevket Tekin | Şevket Tekin | Şevket Tekin  | Şevket Tekin  |               |               | Leyla Tekin   | Leyla Tekin   | Leyla Tekin | Leyla Tekin | Leyla Tekin    | Leyla Tekin    |                |                | Necla Tekin    | Necla Tekin    | Necla Tekin | Necla Tekin | Necla Tekin | Necla Tekin |  |  | Ayşe Tekin | Ayşe Tekin | Ayşe Tekin | Ayşe Tekin | Ayşe Tekin | Ayşe Tekin |  |  |  |  |

## Glumačka postava

### Protagonisti
| Ime             | Glumac/glumica    |
| --------------- | ----------------- |
| Ali Rıza Tekin  | Halil Ergün       |
| Hayriye Tekin   | Güven Hokna       |
| Fikret Tekin    | Bennu Yıldırımlar |
| Şevket Tekin #2 | Hasan Küçükçetin  |
| Leyla Tekin     | Gökçe Bahadır     |
| Necla Tekin     | Fahriye Evcen     |
| Ayşe Tekin #2   | Şebnem Ceceli     |

### Antagonisti
| Ime            | Glumac/glumica  |
| -------------- | --------------- |
| Oğuz Ayhan     | Tolga Karel     |
| Ferhunde Güven | Deniz Çakır     |
| Ceyda Ayhan    | Başak Sayan     |
| Cevriye Başsoy | [[Güler Ökten]] |

### Sporedne uloge
| Ime            | Glumac/glumica  |
| -------------- | --------------- |
| Sedef Turan    | Seda Demir      |
| Neyyir Genç    | Bedia Ener      |
| Ahmet Genç     | Yusuf Atala     |
| Yaman Güner    | Bülent Fil      |
| Tahsin Başsoy  | Ahmet Saraçoğlu |
| Cevriye Başsoy | Güler Ökten     |
| Deniz Başsoy   | Neslihan Atagul |
| Nurdan Güven   | Perihan Savaş   |
| Mithat Kaya    | Mustafa Avkıran |
| Emir           | Engin Hepileri  |

### Seriju su napustili
| Ime             | Glumac/glumica  |
| --------------- | --------------- |
| Şevket Tekin #1 | Caner Kurtaran  |
| Ayşe Tekin #1   | Efsun Karaali   |
| Gülşen          | Eren Balkan     |
| Cem Aydınoğlu   | Kıvanç Kasabalı |
| Selin Aydınoğlu | Sedef Avcı      |
| Oya Türe        | Türkan Kılıç    |
| Aslı            | Burcu Günay     |
| Serdar          | Arda Esen       |